# PERI GmbH
PERI grundades 1969 och är idag en av de ledande distributörerna av form- och ställningssystem. Tillsammans med huvudkontoret i Weissenhorn, Tyskland, har företaget 45 internationella dotterbolag och 100 lager världen över. Företaget har 5 000 anställda varav 850 är ingenjörer (2007). Omsättningen 2007 var 1 104 miljoner Euro.

## Historia
PERI grundades 1969 i Weissenhorn, Tyskland, av Artur Schwörer. Den första produkten var T 70 V träfackverksbalk som hade en hög lastkapacitet och en patenterad knutpunktsanslutning. Denna ersattes av GT 24-balken 1984.
ACS (Automatic Climbing System) var PERI:s milsten inom självklättringsteknologin och används för höga byggnader utan att använda av kran för att flytta formen. 
I början av 80-talet var PERI i täten gällande användning av aluminium inom formbyggnadsindustrin. Denna användning ökade genom åren då man insåg att 20 % viktreduktion är till stor fördel, eftersom rivningen gjordes för hand efter gjutning.
Under de senaste 10 åren före 2007 ökade PERI:s omsättning från 250 till 1 104 miljoner Euro och antalet anställda från 1 700 till 5 000.

## Produktöversikt
Produkterna innefattar formbalkar, panel- och väggformar, pelareformar, valvformar, klätterkonsoler, plattformssystem, självklättringsformar, bärande formställningssystem, stämpar, väggstöd, plywood, motgjutningsbockar för ensidig gjutning, PERI UP och PERI UP Rosett och teknisk support, mjukvara och utbildning.

## Projekt
Exempel på projekt skapade med hjälp av PERI formlösningar:
- Turning Torso, Malmö, Sverige – ett höghuskomplex som vrider sig 180° runt sin egen axel, designat av den spanske arkitekten Santiago Calatrava
- Citytunneln, Malmö, Sverige – PERI tunnelformlösning gör det möjligt att arbeta i 10-dagars cykler.
- Öresundsbron, Danmark – formmaskin för monolitisk tunnel
- Millaubron, Frankrike – den högsta bropelaren i världen (245 m).
- Mercedes-Benz Museum, Stuttgart, Tyskland – Bilmuseum.
- Cuatro Torres Highrise, Madrid, Spanien - PERI ACS självklättringsform för högsta skyskrapan i Spanien.
- Torre Agbar, Barcelona, Spanien – 142 m högt höghus.
- Trump International Hotel and Tower, Chicago, USA
- Trump World Tower, New York, USA – Endast två dagar för en färdig våning
- Casa da Música, Porto, Portugal – Vinklade väggytor med rena obehandlade betong ytor.
- Tour Granite, Paris, Frankrike (183 m)
- Mega Bridge, Bangkok, Thailand – Fyra bropyloner med höjder på 170 m.